# Kondurča
Kondurča je rijeka u Rusiji. Izvire u Samarskoj oblasti, između grada Šentale i mjestašca Deniskino. Kod Kreposti Kondurča (tvrđave Kondurča) ulijeva se u jezero, iz kojeg istječe kod Kr. Stroitelja.
Prvotni dio toka Kondurče je prema jugozapadu. Potom je tok vodi prema sjeverozapadu, prema Tatarstanu, u koju ulazi kod Nurlata, a u blizini se ulijeva i rijeka Šlama.
Nakon Nurlata, okreće prema jugozapadu i istječe iz Tatarstana opet u Samarsku oblast. Protječe pored gradića Russk. Vasiljevke pa grada Koških, gdje se i rijeka Pilovka ulijeva u nju.
Tok joj poprima pravac jug-jugozapad. Kod mjestašca Nižnje Kondurče, prima pritoku Kandabulaka. Protječe kroz grad Elhovku, a kod mjestašca Starog Bujana, se u nju ulijeva rijeka Bujan, a ujedno okreće tokom prema jug-jugoistoku. Protječe kroz grad Krasni Jar, gdje se ulijeva u rijeku Sok.

## Povijest
Dana 18. lipnja 1391., došlo je do velike bitke na rijeci Kondurči između vojske Timura i vojske Zlatne Horde Toktamiša. Obje vojske su po tadašnjim mjerilima bile ogromne, svaka je imala po 300.000 – 400.000 vojnika. Gubici su također bili ogromni, oko 100.000 vojnika na svakoj strani. Pobijedio je Timur.